# بیلیز کراسرودز (ویرجینیا)
بیلیز کراسرودز (به انگلیسی: Bailey's Crossroads) یک منطقهٔ مسکونی در ایالات متحده آمریکا است که در شهرستان فرفکس، ویرجینیا واقع شده‌است. بیلیز کراسرودز ۵٫۳ کیلومتر مربع مساحت و ۲۳٬۶۴۳ نفر جمعیت دارد و ۷۸ متر بالاتر از سطح دریا واقع شده‌است.